# Nồi Hầu
Nồi Hầu (? - 179 TCN) còn gọi là Nồi, là một tướng tài của An Dương Vương (Thục Phán), quê quán tại làng Canh (nay là Tam Canh, Hương Canh, Bình Xuyên, Vĩnh Phúc).

## Tiểu sử
Theo thần tích làng Chiêm Trạch (Cổ Loa), Nồi Hầu có tên là Nồi, con của một người thợ làm nồi đất tên là Đào Hoằng. Từ nhỏ Nồi đã nổi tiếng thông minh, lại giỏi võ, giỏi vật nhất vùng. Gặp khi An Dương Vương mở kỳ võ để chọn người tài chống giặc, dân làng cử Nồi và cấp tiền gạo cho anh về kinh dự thi. Đô Nồi đà giật được giải và được cử làm tướng trong triều đình Âu Lạc.
Nồi Hầu được An Dương Vương bổ làm quan của nước Âu Lạc với tước hầu.Ông cùng với Cao Lỗ là tướng giỏi của vua An Dương Vương đánh đuổi quân Triệu Đà. Sau đó lấy mọt cô gái mồ côi trong làng tên là Ả Nương và sinh được hai người con trai. Ông và hai người con trai là Đống Công và Vực Công đều được làm quan võ trong triều.
Khi cuộc chiến tranh chống nhà Triệu xảy ra, ngoài quân đội chính quy do An Dương Vương ban cấp, Nồi Hầu còn huy động được rất đông dân làng tham gia đánh giặc.

## Tuẫn tiết
Sau khi chiếm được Cổ Loa, Triệu Đà đã sai người về làng Chiêm Trạch mang danh lợi ra dụ dỗ cha con Nồi Hầu. Nồi Hầu đã cự tuyệt lời dụ dỗ. Ba cha con ông lớn tiếng mắng Trọng Thủy là quân phản bội. Ông Nồi còn tỏ ý tức giận không chém được đầu giặc để trả thù cho vua Thục chứ khi nào chịu làm tôi tớ cho quân cướp nước. Mua chuộc không được, Triệu Đà đem quân vây kín làng Chiêm Trạch, ba cha con Nồi Hầu cùng dân làng chống cự quyết liệt với quân Triệu nhưng quân giặc quá đông. Không chịu để giặc bắt, hai vợ chồng ông kiên quyết chống giặc đến hơi thở cuối cùng, rồi cả hai vợ chồng nhảy xuống giếng Mỏ Gia tự vẫn. Hai người con biết tin dữ, cũng tìm về nhảy xuống giếng chết theo. Sau này, tương truyền hai người đã than rằng:
Xuất sư vị tiệp thán tiên tử
Trường Sở anh hùng lệ mãn khâm.
Tạm dịch:
Làm tướng ra quân nên phải chết
Chuyện của anh hùng lệ đầy khăn.

## Được tôn thờ
Cả bốn người nhà ông Nồi được dân làng chôn ở khu gò ngoài rìa làng, sát đê sông Đuống. Đình làng thôn Ngọc Chi và miếu Vĩnh Thanh nay vẫn còn lập đền thờ Nồi Hầu cùng vợ và 2 người con Đống và Vực.